# Acrogonia rostrata
Acrogonia rostrata är en insektsart som först beskrevs av Victor Antoine Signoret 1855.  Acrogonia rostrata ingår i släktet Acrogonia och familjen dvärgstritar. Inga underarter finns listade i Catalogue of Life.